# Франц IV (Модена)
Франц IV Йозеф Карл Амброзиус Станислаус (на италиански: Francesco Giuseppe Carlo Ambrogio Stanislao d'Asburgo-Este, на немски: Franz IV Joseph Karl Ambrosius Stanislaus; * 6 октомври 1779, Милано; † 21 януари 1846, Модена), ерцхерцог на Австрия от линията Австрия-Есте, странична линия на род Хабсбург-Лотаринги, е от 1814 до 1846 г. херцог на Модена и Реджо.

## Живот
Той е син на ерцхерцог Фердинанд Австрийски (1754 – 1806) и съпругата му Мария Беатриче д’Есте (1750 – 1829), дъщеря наследничка на последния херцог на Модена Ерколе III д’Есте.
Франц последва майка си през 1829 г. в херцогствата Маса и Карара. От 1821 г. той преследва Карбонарите. Франц е също генерал на конницата в австрийската войска.
- Ерцхерцог Франц (IV) Австрийски, по-късен херцог на Модена
- Херцог Франц IV

## Брак и потомство
Франц IV се жени през 1812 г. за принцеса Мария Беатриче Савойска (1792 – 1840), дъщеря на Виктор-Емануил I, крал на Пиемонт и Сардиния, и съпругата му Мария Тереза Австрийска-Есте. Те имат децата:
- Мария Терезия (1817 – 1886), ∞ Анри д'Артоа (1820 – 1883), граф де Шамбор, последният мъж от френските Бурбони
- Франц V (1819 – 1875), последният херцог на Модена
- Фердинанд (1821 – 1849), ерцхерцог на Австрия
- Мария Беатрикс (1824 – 1906) ∞ инфант Хуан Карлос дьо Бурбон Испански (1822 – 1887), граф Монтисон